# Stoffer en blik

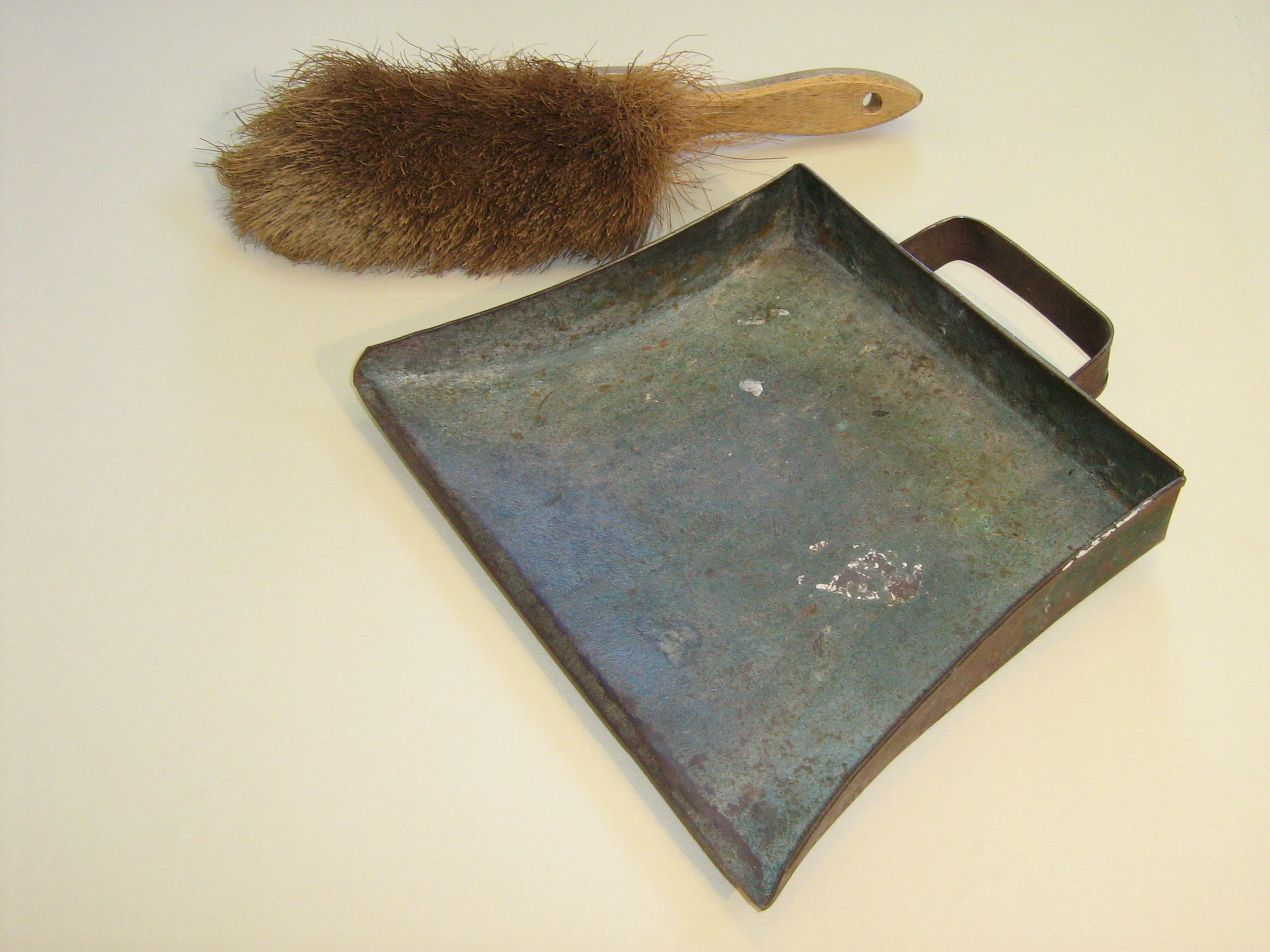
Blik en veger, met een 'blik' van blik

Stoffer en blik (blik en veger) is handgereedschap bestaande uit een handveger en een veegblik om vuil en dergelijke op te vegen.
Door in de ene hand het veegblik te houden en met de andere hand het stof met de veger op het blik te vegen, kan zo het vuil en stof opgeveegd worden. Het veegblik was in oorsprong van metaal, maar tegenwoordig vaak van kunststof.
Een aangepast blik met verdiepte bak werd in 1858 uitgevonden en gepatenteerd. Lloyd P. Ray vond in 1897 een staande variant uit.

## Andere benamingen
- handveger en blik
- veger en blik
- handveger en morsblik
- blik en borstel
- mopblik en veger
- motblik en veger
- blik en veger